# Turbonilla oceanica
Turbonilla oceanica is een slakkensoort uit de familie van de Pyramidellidae. De wetenschappelijke naam van de soort is voor het eerst geldig gepubliceerd in 1915 door Oliver.